# آلان الريس
آلان الريّس (من مواليد 11 ديسمبر 1971) هو سياسي كندي، انتُخب لتمثيل دائرة ريتشموند - أرثاباسكا في مجلس العموم الكندي في الانتخابات الفيدرالية الكندية لعام 2015، وانتُخب مجددا في انتخابات 2019 و2021 . من 2017 إلى 2019 ومن 2021 إلى 2022، شغل الريس منصب نائب كيبيك [الإنجليزية] لزعيم حزب المحافظين أندرو شير وكذلك إيرين أوتول.
قبل انخراطه في السياسة الفيدرالية، عمل الريس لمدة ست سنوات رئيسًا لبلدية فيكتوريافيل.

## سيرته الشخصية
آلان الريس من سكان فكتوريافيل، وهو الابن الأكبر لأربعة أطفال من عائلة من أصل مصري. حصل على بكالوريوس في الرياضيات وتخصص في تدريس علوم الحاسب، ثم حصل على ماجستير في الإدارة التربوية. بدأ حياته المهنية مدرسًا قبل أن يتولى مناصب إدارية، بما في ذلك مدير Polyvalente Le Boisé Victoriaville.

## مشاركته في سياسة المقاطعة والبلدية
بدأ الريس حياته السياسية مرشحًا للحركة الديموقراطية لكيبك إلى جانب ماريو دومون، واحتل المركز الثاني في دائرة أرثاباسكا خلال الانتخابات العامة في كيبيك لعام 2003. انتقل إلى سياسة البلدية وانتُخب عمدة فيكتوريافيل في انتخابات بلدية كيبيك 2009، وانتُخب مجددا في عام 2013 بالتزكية.
تحت رئاست الريس لبلدية فيكتوريافيل، تضمنت الأنشطة تشييد المركز الثقافي "لو كاريه 150" بول إدوارد دوبور، في ملعب إيفون باري، وخزان جيتواي بودي، والموقع الترفيهي في المنتزه في ملعب البيسبول للشباب في ملعب فيكتوريافيل، و مجمع ساني-مارك الرياضي ومجمع بروموتويل الرياضي.

## السياسة الفيدرالية
بعد ست سنوات رئيسًا للبلدية، قرر الريس الدخول في السياسة الفيدرالية وانتُخب في أكتوبر 2015 عضوًا محافظًا عن ريتشموند-أرثاباسكا. عند انتخابه نائباً برلمانيًّا، عُيّن نائبًا للمتحدث الرسمي للسلامة العامة والاستعداد للطوارئ. ضمن هذا المنصب، كان الريس مسؤولًا عن قضية تقنين الماريجوانا. كانت مداخلاته العلنية في موضوع الإصلاح الانتخابي حيث اشتُهر مع جيرار ديلتيل، من بين المتحدثين الرسميين للحزب في هذه القضية. ثم في يوليو 2016، كلفته رونا أمبروز، الزعيمة المؤقتة لحزب المحافظين، بمنصب نائب المتحدث للشؤون الخارجية قبل أن يصبح شريكًا للمتحدث للبنية التحتية والمجتمعات والشؤون الحضرية في سبتمبر، واقتراب بلوغ حكومة الظل عامها الأول.
بعد فوز أندرو شير في انتخابات قيادة حزب المحافظين الكندي لعام 2017، شغل الريس منصب نائبه في كيبيك من عام 2017 إلى عام 2019.  في 2 سبتمبر 2020، خلف ريتشارد مارتل الريس نائبا للحزب في كيبيك.  عاد ريس إلى المنصب في 8 نوفمبر 2021، وخدم حتى استقالته في 6 فبراير 2022 من أجل لعب دور في انتخابات قيادة حزب المحافظين. 
في 13 سبتمبر 2022، غادر الريس تجمع المحافظين بعد فوز بيير بويليفر في سباق القيادة في 10 سبتمبر 2022. قال الريس أن قيمه تتعارض مع القيادة الجديدة وأنه عرّف نفسه على أنه "محافظ تقدمي". وسيستمر في الجلوس لكن مستقلّا في مجلس النواب.   في 14 سبتمبر 2022، قال الريس لصحيفة ناشيونال بوست أنه يشتبه في أن فريق قيادة بويليفر حاول تخويف الريس بإرسال رسائل نصية إلى أعضاء محافظين في ريتشموند-أرثاباسكا من أجل الضغط على الريس للاستقالة من مقعده.  وفي نفس اليوم اعترف الحزب واعتذر لأعضاء الدائرة بإرسال تغريدة لكنه لم يعتذر للريس بشكل مباشر.  وفي اليوم التالي، أصدر الريس بيانًا على تويتر أشار فيه إلى أن الاعتذار لم يكن موجهًا شخصيًا له ولكنه "سيسمح للشعب بالحكم على رسالتهم" ويريد المضي قدمًا عن ترك الحزب. 